# 秘密のデカちゃん
『秘密のデカちゃん』（ひみつのでかちゃん）は、1981年4月15日から1982年1月6日まで、TBS系ほかで放送されたコメディタッチの刑事ドラマである。大映テレビ制作。全30話。放送時間は、毎週水曜20:00 ‐20:54（JST）。

## 概要
大映テレビのヒット作であった『噂の刑事トミーとマツ』の一時休止による、インターバル作品である。
主人公である男女が夫婦でありながらそれを明かせないという設定はかつての『おくさまは18歳』を彷彿とさせており、その上男女がそれぞれ所轄の同僚にモテるというラブコメディ的な位置づけももっている。
最終回にて、登場人物たちにより続編の可能性が語られたが、続編は製作されず現在に至っている。

## ストーリー
刑事・日暮庄助と婦人警官・日暮祥子は、表面上は父娘（養子縁組）だが、実際には夫婦だった。
二人が結婚したいきさつというのは、祥子の実父が、祥子5歳の時にある詐欺事件に巻き込まれて自殺を図り、亡くなる間際「祥子が20歳になったら、結婚してくれ」と頼んだのを、事件の担当刑事だった庄助がつい承諾してしまったというものだった。
そして警察学校を出た祥子は、庄助のいる朝日警察署に配属された。祥子は同僚の独身男性刑事達にラブアタックを掛けられ、庄助は庄助で医師の大川奈々子や署長の娘の旭日奈雅子、丘小百合婦警に迫られる。

## 主要登場人物
- 日暮庄助（演：石立鉄男）

朝日警察署刑事課の刑事。巡査部長。さえない中年のヒラ刑事で、同僚達から「夕暮れ刑事（デカ）」と影で呼ばれ、馬鹿にされている。だが、実直で優しく思いやりのある性格のため、その人柄を知る女性達にモテている。また捜査についても事件の大小にかかわらずコツコツと地道に情報をたどる丁寧な聞き込みを持ち味としており、凶暴犯の説得にも長けるなど署内の他の刑事にはない長所を持つ。
娘の祥子の20歳の誕生日の日に、祥子の実父、木下（演：井川比佐志）との約束を盾に祥子から強引に迫られ結婚することになる（ただし、署長の旭日奈から入籍を猛反対されているため入籍出来ず、形式上は内縁関係）。当初は娘としてしか見ていなかったが、強引に祥子から迫られてからは女性として意識するようになり、ラブラブなカップルとなっている。
実は、独身の庄助が祥子を養子にするのは何かと問題があるだろうと考えた庄助の父（石立の2役）が、自分が養父となることを提案し、養子縁組を行っていたため、二人は親子ではなく、戸籍上は義兄義妹の間係だったことが第8話にて判明している。
- 日暮祥子（演：大場久美子）

日暮庄助の娘であり妻（戸籍上は義妹）、朝日警察署に新人婦警（巡査）として配属される。
幼い頃に実父と庄助がした約束を一途に想い続け（ただし、実際に庄助に恋心を抱き結婚を意識したのは、高校生くらいの頃だと祥子が庄助に語っている）、20歳の誕生日に庄助にその想いを告白し、強引に迫り夫婦の関係になる。養子縁組前の姓は木下。
美人で活発な性格なため、同僚の独身刑事たちからの人気が高く、積極的なラブアタックをかけられているが、うまくかわしている。
- 夏井刑事（巡査部長）（演：秋野太作）
- 秋葉刑事（巡査）（演：鈴木ヒロミツ）
- 春野刑事（巡査）（演：岡本達哉）
- 小川刑事（巡査）（演：宅麻伸）
- 福山刑事係長（警部補）（演：谷幹一）

朝日警察署刑事課の刑事で日暮庄助の同僚達。秋葉以外の刑事たちは庄助のことを「夕暮れ刑事」と影で呼び馬鹿にしているが、その一方で庄助が女性達にモテているのを羨ましがっている。夏井・小川・春野の三人は祥子に積極的なラブアタックを繰り広げているが、その都度かわされている。夏井と秋葉は同期であるが夏井の方が先に昇進試験を受け通っているため夏井が秋葉をコキ使うなど境遇が庄助・松岡の関係と似ており、なおかつ庄助の日頃の地道な捜査活動に気付いている秋葉は庄助に一目置いており、失礼な言動や行動はとらない。
- 丘小百合婦警（演：由紀さおり）

朝日警察署刑事課の婦警。巡査部長。日暮庄助に積極的なアタックをしているが、大川女医や署長の娘・雅子とは異なり、他の独身刑事達にも色目を使っているので、庄助だけを一途に思っているのではない様子。松岡と二人だけになるタイミングになると松岡にも色目を使うことがある。
- 松岡刑事課長（警部）（演：峰岸徹）

本庁から朝日警察署に転属。庄助とは同期で旧知の間柄だが、自分の方がエリートコースを歩み出世しているため、庄助をはじめ刑事課の刑事たちに対して常に高圧的な態度で接している。庄助にとっては上司なので同期であっても庄助は敬語を使うが、自分の意見を通そうとした時や、どうしても言いたいことがある時などは、あえて呼び捨てにすることもある。
- 大川奈々子（演：岡まゆみ）

朝日警察署の嘱託医。日暮庄助が好きで、色々と理由をつけては朝日警察署にやって来て、庄助へ積極的にアタックしている。
- 旭日奈大造（演：名古屋章）

朝日警察署の署長。警視。日暮庄助から娘の祥子と結婚したと報告され、パニックを起こし猛反対するが、結局は二人の関係を秘密にするという条件で渋々認める。だが、本心から二人が別れてくれることを願っていて、二人が喧嘩をするたび、非常に喜んでいる。
親子は結婚出来ないことを知り喜ぶも、実際は二人が戸籍上は義兄義妹で、結婚が可能だということを知りガッカリしたと同時に、二人が結婚するのに何の障害も無くなったにもかかわらず、二人が兄妹であることの公表を許さず、さらに正式に籍を入れることも許さず、二人に秘密をそのまま守らせている。
- 旭日奈雅子（演：比企理恵）

署長の娘で高校1年生の15歳。日暮庄助が好きで積極的にアタックし、捜査中の庄助を見つけては声をかけるため捜査の邪魔となることもしばしば。
庄助と結婚することを夢見ており、祥子をもライバル視していたが、二人が戸籍上は兄妹であることは知らず、親子だと思っている為、親子は結婚出来ないことを知ってからは、ライバルが一人減ったと喜んでいる。
- 横山婦警（演：海老名美どり）

朝日警察署の婦警。先輩婦警として祥子を指導しているが、祥子が若い刑事たちにモテている事が気に入らず、妬みも含めて厳しく指導している。セミレギュラー出演。

## スタッフ
- 製作：大映テレビ・TBS
- タイトルアニメーション：日本サンライズ
- プロデューサー：春日千春、千原博司（大映テレビ）・野村清（TBS）
- 脚本：放映リスト参照
- 監督：放映リスト参照
- 音楽：萩原哲晶、上柴はじめ
- ナレーター：富山敬（これまでのあらすじなど本編内のナレーションを担当）/ 芥川隆行（次回予告ナレーションを担当）

## 主題歌
- 「JAKA JAKA」（歌：松崎しげる）
  - 作詞：阿久悠／作曲・編曲：井上大輔

## 放映リスト
| 回 | サブタイトル                         | 脚本       | 監督     | ゲスト                                                                                           |
| -- | ------------------------------------ | ---------- | -------- | ------------------------------------------------------------------------------------------------ |
| 1  | 秘密ヒミツ! 今夜の出来ごと           | 長野洋     | 江崎実生 | 由利徹、福崎和宏、小原秀明、田中穂積、入江正徳、依田英助、井川比佐志、藤村有弘、西尾麻里、仲野裕 |
| 2  | ゆうべの誓い、もう忘れたの?!         | 長野洋     | 江崎実生 | 蝦名由紀子、織本順吉、高田敏江、頭師佳孝、林ゆたか、梅津栄、篠田薫、小寺大介、志村幸江、八木和子 |
| 3  | 昌子が同居! 新婚家庭は北寒港         | 長野洋     | 井上芳夫 | 森昌子、下塚誠、保科三良、下条千恵美、牛山茂、木下和佳、土屋かおり、鈴木弘道、横田ひとみ         |
| 4  | ヤバイ! 愛妻宣言が録音された         | 江連卓     | 井上芳夫 | 山田隆夫、伊藤高、宮内順子、水森コウ太                                                           |
| 5  | コソ泥が新婚家庭で盗んだモノは?      | 山本邦彦   | 湯浅憲明 | 保積ペペ、小栗一也、梅津栄、久保晶、栗原敏                                                       |
| 6  | 父?がお見合い・ああフケツ!!          | 佐々木守   | 井上芳夫 | 石井めぐみ、加納竜、長谷川弘、酒井努、岩崎徳子                                                   |
| 7  | 署長マッサオ! 娘15の結婚宣言         | 江連卓     | 江崎実生 | 海老名みどり、伍代参平、黒部幸英、松井紀美江、相原巨典、瀬戸恵子、横田ひとみ                     |
| 8  | 私たち、夫婦になれるの、なれないの!? | 長野洋     | 江崎実生 | 長谷直美、南条弘二、絵沢萌子、岡本ひろみ、井川比佐志、西尾麻里                                   |
| 9  | 実現?! 夢にまでみた結婚式            | 安本莞二   | 井上芳夫 | 清水章吾、村田みゆき、世古陽丸、山口真司、芳野亜梨沙                                             |
| 10 | キャッ! 秘密の写真で留置場だア       | 山本邦彦   | 井上芳夫 | 鶴間エリ、アパッチけん、神山卓三、井上和行、松尾文人                                             |
| 11 | 署長ウハウハ!! 娘20の離婚宣言        | 畑嶺明     | 湯浅憲明 | 秋谷陽子、伊藤武史、二宮寛、三上剛、三浦伸                                                       |
| 12 | 憧れの新婚旅行そうは問屋が…!         | 江連卓     | 江崎実生 | 荒木由美子、福崎和宏、関根世津子、小原秀明、南條豊、成川哲夫                                     |
| 13 | もうバレそう! プールサイドの恋合戦   | 長野洋     | 井上芳夫 | 清水章吾、石井富子、金子勝美、岸野一彦、岡田和子                                                 |
| 14 | 恋の決闘! 2人に迫る危機2発           | 長野洋     | 井上芳夫 | 西岡徳馬、菅野直行、中平良夫                                                                     |
| 15 | 色魔・ドH! もう許せなーい!!          | 畑嶺明     | 江崎実生 | 石井めぐみ、頭師佳孝、植田敏生、吉野健太                                                         |
| 16 | ノラ猫もあっと驚く熱いチュウ         | 長野洋     | 江崎実生 | 原田大二郎、あき竹城、山岡甲、丹古母鬼馬二、楠トシエ、明石憬子、竹井かおる、小川ひとみ、三橋令子 |
| 17 | キャッ! チュウまでしたのに別の人?    | 安本莞二   | 江崎実生 | 保積ペペ、浅見小四郎、武内文平、木内聡、青木純、藤直子、高瀬佳子、                               |
| 18 | 困ったわ!! 隣のオバサマ新登場        | 佐々木守   | 湯浅憲明 | 初井言榮、早乙女愛、相原巨典、神田正夫、沢柳廸子、西村淳二、三浦伸、横尾香代子                   |
| 19 | 公園で親と娘がブッチュチュ           | 長野洋     | 湯浅憲明 | 谷啓、壇喧太、深見博、長村智子、渡辺紀子                                                         |
| 20 | 何が何でも! 猛烈女医の結婚宣言       | 江連卓     | 江崎実生 | 正司敏江、正司玲児、丹古母鬼馬二、明石憧子、正木香子、武知杜代子、絵沢萌子、西田昭市             |
| 21 | ナヌ! 夫婦でダブルお見合いだと?!     | 長野洋     | 江崎実生 | 大友柳太朗、金沢碧、倉石功、及川ヒロオ、根岸一正、笹入舟作                                       |
| 22 | こりゃ大変! 夫婦関係ストライキ       | 江連卓     | 湯浅憲明 | 車だん吉、藤江リカ、辻シゲル（現：辻三太郎）、有崎由見子、米倉幸、岡本美登                       |
| 23 | 押しかけ花婿おんぶすりゃダッコ       | 長野洋     | 江崎実生 | 橋本功、榎木兵衛、吉中六、田崎潤                                                                 |
| 24 | 熱いチュウ・すると幽霊現れる         | 畑嶺明     | 江崎実生 | 中村ブン、栗原敏、鈴木弘道、村上潤、逢坂秀実、松田かほる                                         |
| 25 | 署長マッサオ、秘密がピンチ           | 江連卓     | 湯浅憲明 | 藤岡琢也、遠藤真理子、出光元、若松和子、堀之紀、京春上、神山卓三、高杉哲平                       |
| 26 | 秘密がバレて朝日署ぶっとぶ?!         | 江連卓     | 井上芳夫 | 山本紀彦、寺島まゆみ、石井富子、武内文平、田中正彦、金尾哲夫、松浪志保、阿部光子、沢柳廸子       |
| 27 | 当った占い、秘密を守ればタタリが続く | 今井詔二   | 井上芳夫 | 西岡徳馬、児島美ゆき、井上和行、林ゆたか、二瓶正也、山崎猛、中島元、桑原一人、水橋和夫、麻ミナ   |
| 28 | え? 署長とあなたが秘密の関係!!       | 畑嶺明     | 湯浅憲明 | 中原丈、戸田信太郎、山田俊司                                                                     |
| 29 | あなた大変! 赤ちゃんが出来た!!       | 山中伊知郎 | 江崎実生 | 荒木しげる、三浦リカ、安孫子里香、伊藤高、古代一平、新海丈夫、吉中六、稲川善一、岡本理恵子       |
| 30 | 絶望! 隣のオバサマ秘密をキャッチ     | 長野洋     | 湯浅憲明 | 初井言榮、西岡慶子、塩見三省、庄司三郎                                                           |

## 備考
- 撮影は他の大映ドラマと同様、東京都の多摩地域（主に大映テレビのスタジオが所在した調布市および府中市）で行われた。ドラマの舞台となる「朝日警察署」の建物は、府中勤労福祉会館（現存せず）が使われた。

## 再放送
- CS・TBSチャンネル1で2013年1月から再放送されているが、IPTV向けのみの放送となっている。これは権利上の理由でIPTVでの放送ができない「3年B組金八先生」第8シリーズからの差し替えで放送される。
- 2015年9月に、TBSチャンネル2にて『大映テレビドラマ総選挙』と題して特集放送された大映ドラマ全63作品の内の1つとして最終話のみが放送され、2016年10月には『大映テレビドラマ総選挙2016』の1つとして、第1話のみが放送された。